# Kutniewicze
Kutniewicze (biał. Кутнявічы; ros. Кутневичи) – wieś na Białorusi, w obwodzie brzeskim, w rejonie prużańskim, w sielsowiecie Linowo, przy linii kolejowej Moskwa - Mińsk - Brześć.
W dwudziestoleciu międzywojennym leżały w Polsce, w województwie poleskim, w powiecie prużańskim. Przed II wojną światową znajdował tu się zespół pałacowo-parkowy należący do barona Neuhoffa-Leja.